# Союз правих сил
«Сою́з пра́вих сил» (рос. Союз правых сил, СПС) — російська правоцентристська політична партія. Партія була створена у 1999 році, як передвиборчий блок і саморозпустилася у 2008 році.

## Історія партії
Віддаленим попередником партії СПС був єльцинський блок «Вибір Росії» (ВР), який об'єднав на виборах 1993 року пропрезидентську («право-ліберальну») частина руху «Демократична Росія» (в той час як ліво-ліберальна частина «Демросії» брала участь у створенні «Яблука») і частину пропрезидентських центристів; в 1994—1995 роках блок розпався, «ліберальне» крило ВР створило партію «Демократичний вибір Росії» (ДВР) на чолі з Єгором Гайдаром та Анатолієм Чубайсом, започатковану в червні 1994 р., і ряд дрібніших організацій: рух «Вперед, Росія!» Бориса Федорова, «Спільна справа» Ірини Хакамади та ін (а центристська складова влилася в 1995 році в рух «Наш дім — Росія» (НДР) Віктора Черномирдіна).
На виборах до Державної думи в 1995 році партія ДВР створила блок «Демократичний вибір Росії — Об'єднані демократи» (ДСР-ОД), який не подолав 5%-й бар'єр, отримавши 3,86% голосів виборців за пропорційною системою і 9 мандатів у мажоритарних одномандатних округах.
У 1998-2000 рр.. утворився виборчий блок «Союз правих сил» (СПС), створений 29 серпня 1999, потім коаліційна політична організація «Союз правих сил» (СПС), заснована 20 травня 2000.
Згідно з офіційними результатами голосування 19 грудня 1999, СПС отримав в багатомандатному федеральному окрузі 5 676 982 голоси виборців (8,52%, 4-е місце) і, відповідно, 24 мандати за пропорційною системою; по територіальних одномандатних округах пройшли 5 висуванців СПС (разом: 29 мандатів). У фракції СПС зареєструвалися 33 депутати: приєдналися 3 депутати, обрані як незалежні (Дмитро Савельєв, Сергій Генералов, Лев Яркін), а також Олександр Шиманов, обраний за мажоритарним округом від Російської Партії пенсіонерів (РПП).
Лідери СПС схвалили дострокову передачу Борисом Єльциним президентських повноважень Володимиру Путіну 31 грудня 1999.
26 травня 2001 була заснована партія СПС.
Фракція СПС голосувала за урядовий бюджет на 2001, 2002 і 2003 років, відстоювала реформу енергетики «по Чубайсу».
8 вересня 2003 року з'їзд СПС затвердив списки кандидатів (загальнофедеральний і по округах) в Державну Думу 4-го скликання. У першу трійку увійшли Б. Нємцов, І. Хакамада, А. Чубайс. На виборах 7 грудня 2003 СПС не подолав 5-відсотковий бар'єр, отримавши 2 408 356 голосів виборців (3,97%, 6-е місце, після «Яблука»). По одномандатних округах пройшли 3 члени СПС: П. Крашенінніков (Магнітогорський округ № 185), А. Ліхачов (Кстовський округ № 121) та Арсен Фадзаєв (Північно-Осетинський округ № 22). Всі троє відразу після обрання вступили у фракцію «Єдина Росія».
У 2007 році партія втратила представництво в обох столичних законодавчих органах.
Список кандидатів у Державну Думу на чолі з Микитою Бєлих, Борисом Нємцовим, Маріеттою Чудаковою висунув з'їзд СПС 21 вересня 2007. Офіційний результат на виборах 2007 року — 669 444 голоси (0,96%). Особливо образливим для СПС було відставання від партії «Громадянська сила», що розглядається як «спойлер».
На початку лютого 2008 року Федеральна політрада СПС за наполяганням Бориса Нємцова ухвалила рішення про «активний бойкот» партією президентських виборів 2008 року.
2 жовтня 2008 на засіданні Політради партії було ухвалено рішення про саморозпуск СПС. 15 листопада 2008 на позачерговому з'їзді партія оголосила про саморозпуск. «За» проголосували 97 осіб, «проти» - 9, утрималися двоє.

## Ідеологія
СПС виступав за зняття обмежень для іноземного капіталу, у тому числі на ринку пенсійного обслуговування і страхування, за стимулювання ділової активності шляхом зниження податків на несировинні галузі, за збереження 13-процентного прибуткового податку при зниженні податків на фонд заробітної плати. Декларуючи відданість інтересам малого та середнього бізнесу, СПС більшою мірою захищав інтереси великого і надвеликого бізнесу.